# Vouzon
Vouzon ist eine französische Gemeinde mit 1.424 Einwohnern (Stand: 1. Januar 2022) im Département Loir-et-Cher in der Region Centre-Val de Loire; sie gehört zum Arrondissement Romorantin-Lanthenay und zum Kanton La Sologne. Die Einwohner werden Vouzonais genannt.

## Geographie
Die Gemeinde Vouzon liegt an der Grenze zum Département Loiret, etwa 35 Kilometer südsüdöstlich von Orléans im Zentrum der Seenlandschaft Sologne. Der Fluss Tharonne entspringt im Westen der Gemeinde, im Süden begrenzt der Beuvron das Gemeindegebiet.  Umgeben wird Vouzon von den Nachbargemeinden Ménestreau-en-Villette im Norden, Sennely im Nordosten, Souvigny-en-Sologne im Osten, Chaon im Osten und Südosten, Pierrefitte-sur-Sauldre im Südosten und Süden, Nouan-le-Fuzelier und Lamotte-Beuvron im Süden, Chaumont-sur-Tharonne im Südwesten und Westen sowie La Ferté-Saint-Aubin im Nordwesten. Durch die Gemeinde führen die Autoroute A71 und die frühere Route nationale 20 (heutige D2020).

## Bevölkerungsentwicklung
| Jahr                       | 1962 | 1968 | 1975 | 1982 | 1990 | 1999 | 2006 | 2012 | 2021 |
| -------------------------- | ---- | ---- | ---- | ---- | ---- | ---- | ---- | ---- | ---- |
| Einwohner                  | 1118 | 1051 | 1044 | 1107 | 1008 | 1060 | 1420 | 1500 | 1434 |
| Quellen: Cassini und INSEE |      |      |      |      |      |      |      |      |      |

## Sehenswürdigkeiten
- Kirche Saint-Pierre, 1104 erbaut, seit 1989 Monument historique´
- Kapelle Notre-Dame-des-Victoires
- Pfarrhaus aus dem 16. Jahrhundert
- Schloss La Grillère aus dem 16. Jahrhundert
- Schloss Amoy Trégy
- Schloss Les Rhuets
- Schloss Le Puy
- Schloss Lousson
- Schloss Sainte-Marie
- Schloss Le Chesnay
- Schloss Beuson
- Schloss Les Vallées
- Schloss Amoy Trégy
- Schloss Le Corvier
- Rathaus von 1857
- zwei Wassertürme

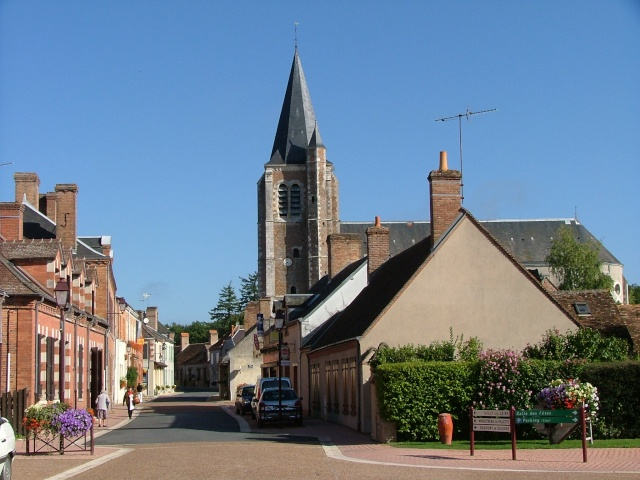
Kirche Saint-Pierre
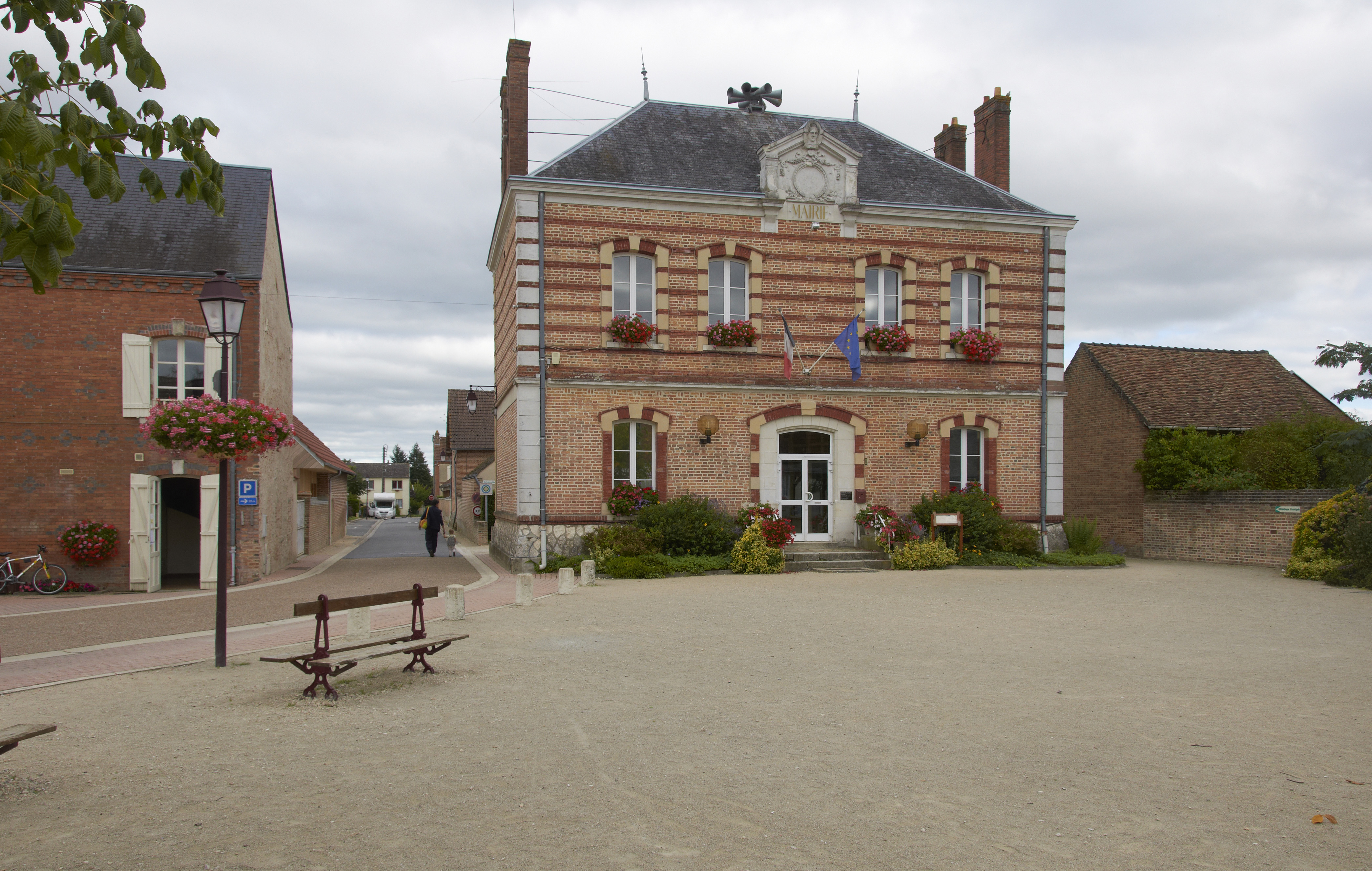
Rathaus
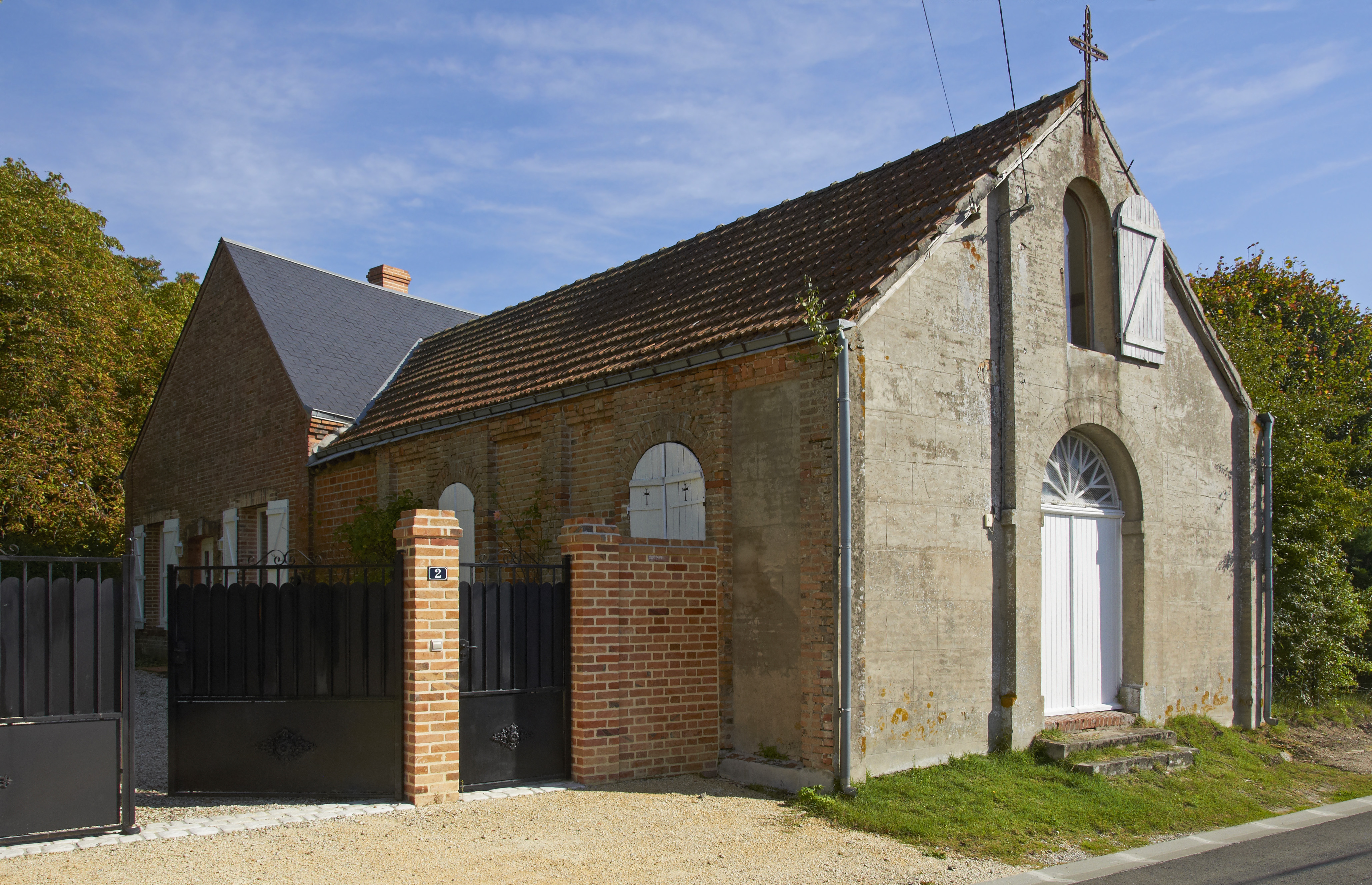
Kapelle
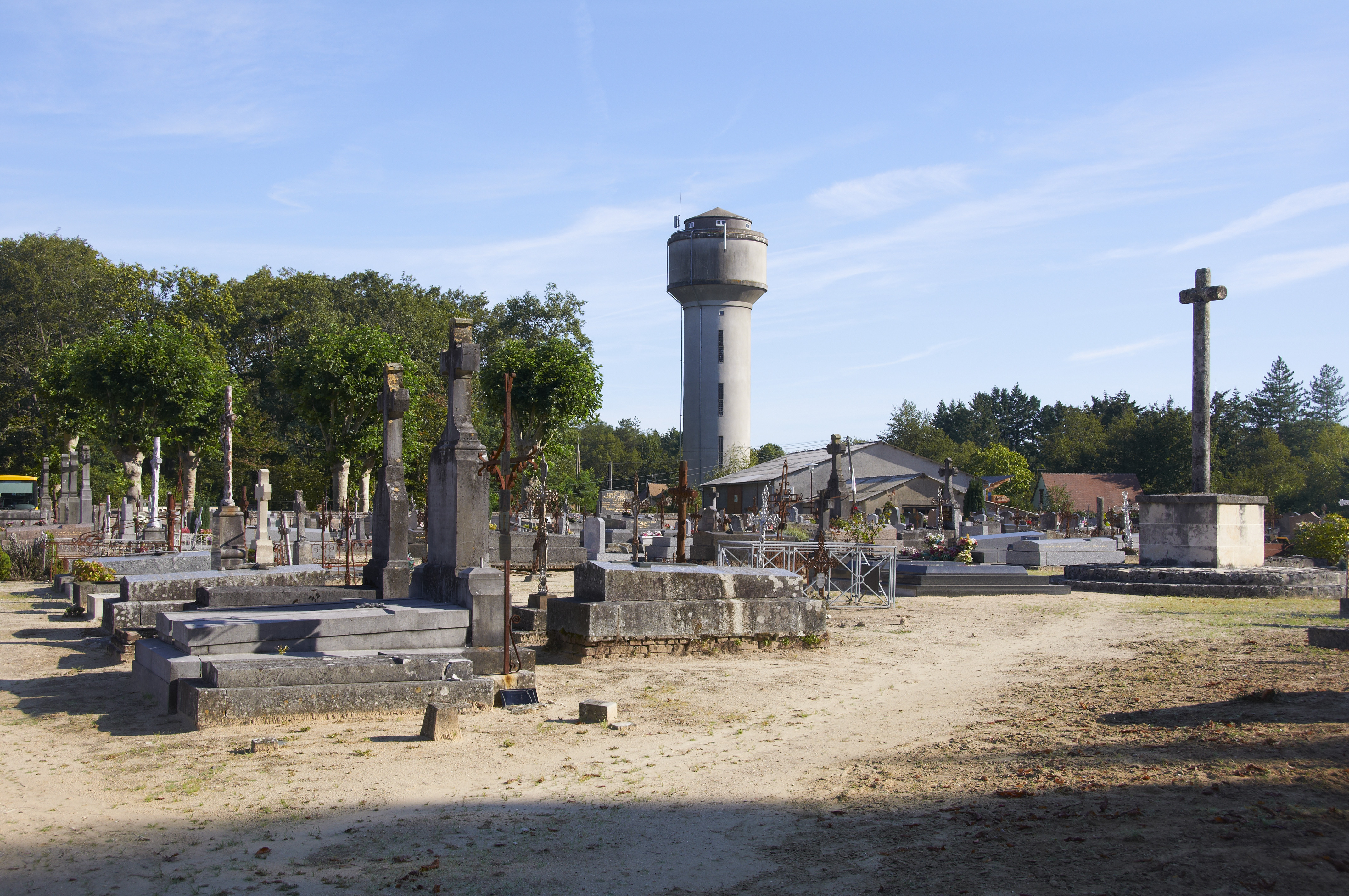
Wasserturm am Friedhof
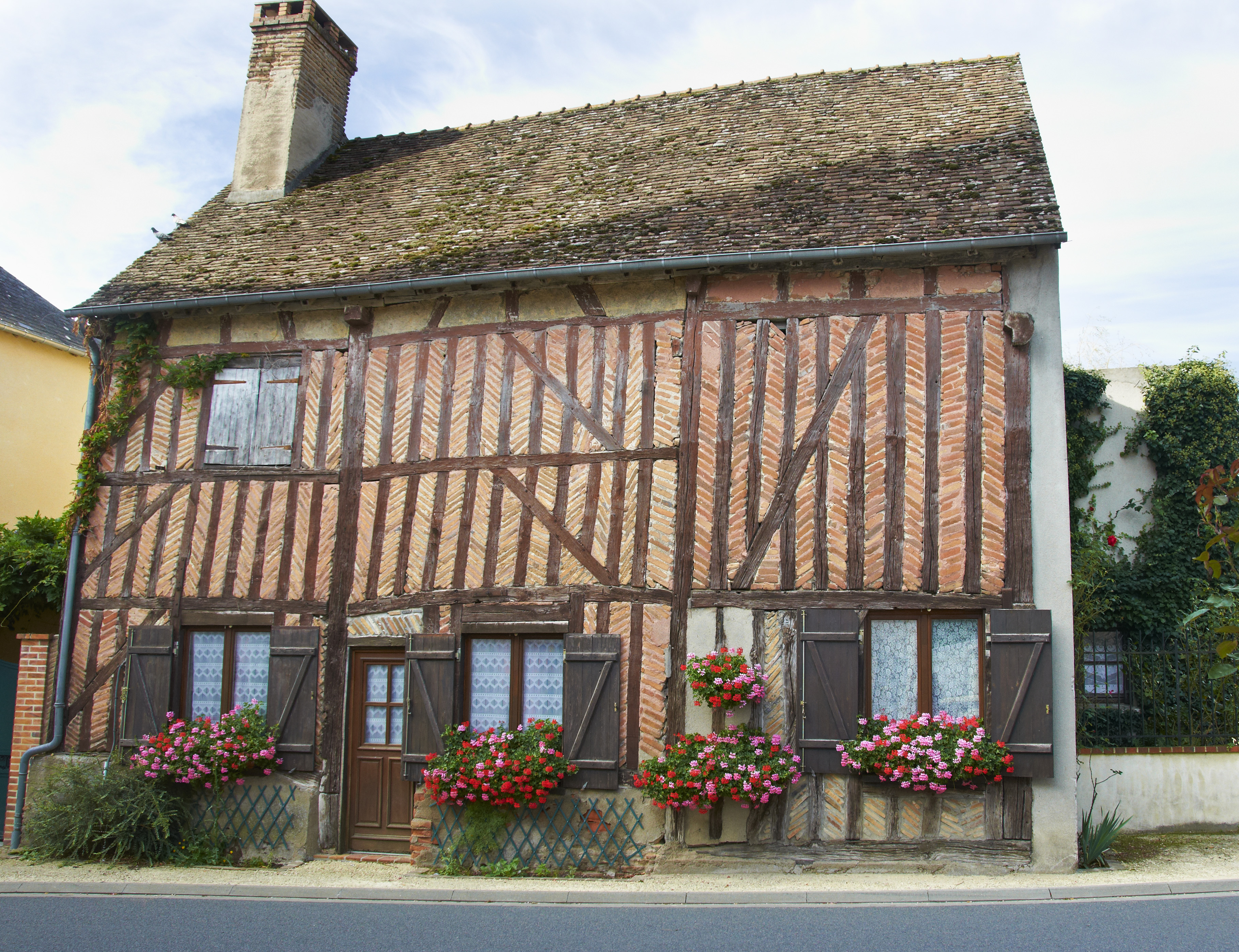
Fachwerkhaus in Mouzon